# Carlos Tajes
Carlos Tajes (Montevideo, Uruguay; 16 de junio de 1909 - Buenos Aires Argentina; 21 de julio de 1977) fue un actor teatral y cinematográfico y cantante lírico uruguayo. 

## Carrera
A principios de los años 1920 fue becado a la Escuela de Ópera de La Scala de Milán. A fines de 1946 se trasladó a España con la compañía de Gloria del Río. 
El 22 de septiembre de 1944, mientras integraba un rubro artístico con la soprano y actriz Nelly Quel, sufrieron un terrible accidente automovilístico cuando se dirigían a Guayaquil, Ecuador. Como resultado Quel falleció en el acto y Tajes resultó herido pero sobrevivió.
En 1948 fue contratado como barítono por Celia Gámez para integrar su compañía de revistas en la cual permaneció hasta el año 1957, actuando en roles protagónicos como Barítono en La hechicera en Palacio que se mantuvo varios años en cartel, en Las siete llaves y varias más. 
Posteriormente formó la propia "Ballet Internacional Lydya Morell y Carlos Tajes" que actuó en diversos países africanos (Senegal, Marruecos, Trípoli, Libia, Egipto, Irán, Siria, Chipre) y en Europa (Portugal, España, Francia (1962), Bélgica (1962) e Italia). 
Fue un galán que, además de desarrollar una carrera teatral, cubrió roles destacados en cine en varias películas argentinas, junto a destacados actores de la talla de Niní Marshall, Alicia Barrie, Nelly Daren, Sofía Bozán, Ana Arneodo, Silvana Roth, Zully Moreno, Juan Mangiante, Alfredo Jordán, Enrique Serrano, Santiago Gómez Cou, Jorge Lanza, entre otros.
En 1976 regresó a Uruguay para posteriormente trasladarse a Buenos Aires (República Argentina) donde falleció a la edad de 68 años el 21 de julio de 1977.

### Filmografía
- 1939: Muchachas que estudian
- 1940: Los muchachos se divierten
- 1941: Embrujo
- 1942: Sinfonía argentina
- 1943: Carmen
- 1947: Lucrecia Borgia.[2]

### Teatro
En teatro se lució en la obra de 1946, Vampiresas, escrita y dirigida por de Harald V. Nanstein y estrenada en el Teatro Nacional (cuyo dueño en ese entonces era  Enrique J. Muscio). En elenco también estaban Severo Fernández, Laura Smith, Marcelle Marcel, Diana Montes, Sarita Rivera, Ramón Garay, Alberto Anchart, Teseo Stanchi, Mary Lamas, Eduardo de Labar y Maruja Pibernat.
En 1948 hizo la obra Criollos en el Teatro Fontalba de Madrid, España, junto a los actores Enrique Soler, Lidia Morel, Esteban Palos y Gloria del Río.
También se lució en su condición de barítono junto con Fernando Ochoa, el pianista Alberto Rodríguez, Buenaventura Luna, y chicas del ballet de la "Asociación Eva Duarte de Perón" dirigida por Ethel Anderson.